# 迪努瓦地区吕茨
迪努瓦地区吕茨（法語：Lutz-en-Dunois，法語發音：[lyts ɑ̃ dynwa]）是法国厄尔-卢瓦省的一个旧市镇，位于该省南部，属于沙托丹区。2017年1月1日，迪努瓦地区吕茨和相邻的另外3个市镇合并为新市镇维勒莫里（Villemaury）。

## 地理
迪努瓦地区吕茨（48°3'33"N, 1°24'51"E）面积27.48 平方千米，位于法国中央-卢瓦尔河谷大区厄尔-卢瓦省，该省份为法国北部内陆省份，北起顺时针与厄尔省、伊夫林省、埃松省、卢瓦雷省、卢瓦-谢尔省、萨尔特省和奧恩省接壤。
与迪努瓦地区吕茨接壤的市镇（或旧市镇、城区）包括：蒂维尔、沙托丹、锡夫里、雅朗、莫莱昂。

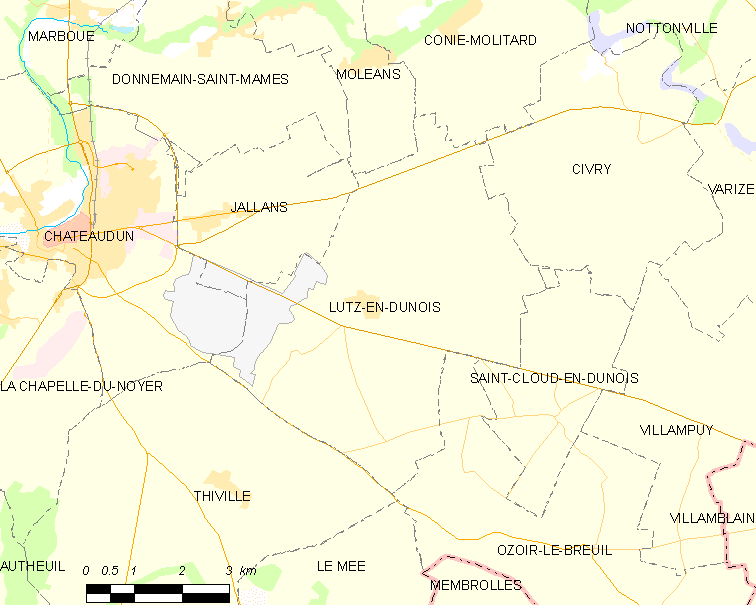
迪努瓦地区吕茨的OSM定位图

迪努瓦地区吕茨的时区为UTC+01:00、UTC+02:00（夏令时）。

## 行政
迪努瓦地区吕茨的邮政编码为28200，INSEE市镇编码为28224。

## 政治
迪努瓦地区吕茨所属的省级选区为沙托丹县。

## 人口

1962-2008年间迪努瓦地区吕茨人口变化图示

迪努瓦地区吕茨于2018年1月1日时的人口数量为375人。